# Bloch: Vergeben, nicht vergessen
Vergeben, nicht vergessen ist ein deutscher Fernsehfilm von Michael Verhoeven aus dem Jahr 2008. Es ist die dreizehnte Episode der Fernsehreihe Bloch mit Dieter Pfaff in der Titelrolle des Dr. Maximilian Bloch. Neben Ulrike Krumbiegel als Partnerin Blochs und deren von Jonathan Dümcke verkörpertem Sohn sind die Haupt-Gaststars dieser Folge Birge Schade, Rainer Sellien und Robert Giggenbach.
Dem Drehbuch liegt die Konzeption von Peter Märthesheimer und Pea Fröhlich zugrunde.

## Handlung
Der Psychologe und Psychotherapeut Dr. Maximilian Bloch und seine Partnerin Clara Born treffen auf einer kirchlichen Feier mit dem Apothekerehepaar Sabine und Michael Doran zusammen. Sabine Doran steht kurz vor der Niederkunft ihres ersten Kindes, ein lang ersehntes Wunschkind. Sie macht einen glücklichen Eindruck und scheint sich sehr auf ihr Kind zu freuen.
Eine Woche später: Sabine Doran soll ihren nur vier Tage alten Sohn Paul getötet haben. Sie benimmt sich seltsam und scheint von religiösen Wahnvorstellungen heimgesucht zu sein. Es sieht so aus, als verstehe sie gar nicht, was vor sich gehe. Als man sie verhaftet, gibt sie die unfassbare Tat zu. Ihr Mann Michael kann nicht glauben, was man seiner Frau vorwirft, Trauer und Entsetzen lähmen ihn. Er bringt es auch nicht über sich, überhaupt noch mit der Mutter seines Kindes zu reden, geschweige denn ihr zur Seite zu stehen.
Auch Bloch, der die Aufgabe hat, ein Gutachten zu erstellen, ist schockiert über das Geschehen, versucht aber den Beweggründen Sabine Dorans auf den Grund zu gehen. Er kommt zu dem Ergebnis, dass sie bei der Ausführung der Tat schuldunfähig gewesen ist, da eine durch die Geburt des Kindes verursachte sogenannte Wochenbettdepression ihr Handeln zu diesem Zeitpunkt bestimmt hat. Bei einer Anhörung vor Gericht gelingt es ihm auch, das Gericht von seiner Diagnose zu überzeugen, obwohl der Klinikarzt Dr. Huber die Ansicht vertritt, dass das Kind einfach nicht mehr in den Lebensplan der Dorans gepasst habe. Sabine Doran habe jedoch die Belastung einer solchen Tat unterschätzt, was ihre jetzige Verfassung bedinge.
Auch wenn Sabine Doran jetzt physisch frei ist, ist ihr Leben nun ein anderes. Bloch ist davon überzeugt, dass es Heilung für sie nur geben kann, wenn auch ihr Mann Michael in der Lage ist zu akzeptieren, dass es keinen Schuldigen am Tod des Kindes gibt. Aber auch Sabine muss lernen, sich selbst zu verzeihen. Die Beerdigung Pauls ist vor allem für Michael Doran ein schwerer Prüfstein. Auch kann er sich einfach nicht vorstellen, wieder mit seiner Frau leben zu können. Dann jedoch gerät Sabine Doran durch einen Selbstmordversuch in eine lebensgefährliche Situation. Als es ihr körperlich wieder etwas besser geht, sucht Pfarrer Meier mit ihr auf Bitten Blochs das Grab des Babys auf. Meier beschwört sie, mit ihm das „Vaterunser“ zu beten verweist auf die Zeile „… wie auch wir vergeben unsern Schuldigern“, was heiße, dass auch sie sich selbst vergeben müsse.
Bloch widmet sich derweil Michael Doran und bringt ihn dazu, zu erkennen, was er wirklich will, da Doran sich durchaus bewusst ist, dass er nicht schuldlos am Tod seines Sohnes ist, da die Hebamme ihn darauf hingewiesen hatte, dass mit seiner Frau etwas nicht in Ordnung sei und er sich um sie kümmern müsse. Langsam nähert sich das Ehepaar wieder an, vielleicht können sie sich gegenseitig vergeben, vergessen allerdings werden sie niemals.

## Produktion

### Dreharbeiten, Produktionsnotizen
Die Dreharbeiten für Vergeben, nicht vergessen fanden vom 17. Juli bis zum 17. August 2007 in Baden-Baden und Umgebung statt.  Als Produzenten traten Uwe Franke und Sabine Tettenborn in Erscheinung; die Redaktion lag für den SWR bei Brigitte Dithard, für den WDR bei Wolf-Dietrich Brücker.

### Hintergrund
Michael Verhoeven äußerte: „Es ist schön ausgedacht, dass er [Bloch] immer quasi kriminalistisch bestimmte Fäden aufrollen muss, das erzeugt einen wesentlichen Teil der Spannung.“ Bloch sei ein Arzt, so Verhoeven weiter, „dem es nur um den Patienten gehe“ – und das würden wir uns doch alle wünschen. Selbst die guten Ärzte seien vom System Krankenhaus geschluckt worden, erinnerte sich Verhoeven, der selbst einige Jahre als Arzt praktiziert hatte, heute hingegen „stör[e] der Patient nur noch“. Das sei ein Grund, warum ihm die Erfindung der Figur Bloch so ausnehmend gut gefalle. „Er ist ein seltsamer Mensch, ein kerniger Charakter, nicht nur körperlich, sondern auch geistig ein Trumm, eine nicht einnehmbare Festung“, charakterisierte Verhoeven die Figur des Bloch. Dieter Pfaff sei nicht so spröde, wenn das Eis erst einmal gebrochen sei, aber doch einer, der genau hingucke und prüfe. Gleich in die Arme gefallen sei ihm Pfaff aber nicht.

### Veröffentlichung
Der Film wurde am 16. Juli 2008 im Rahmen der ARD-Reihe „FilmMittwoch im Ersten“ zur Hauptsendezeit erstmals in der ARD ausgestrahlt. Seine Uraufführung fand am 21. Juni 2008 auf dem Filmfest München statt.
Dieser Film erschien zusammen mit den Episoden 14, 15 und 16 auf DVD, herausgegeben am 16. Juni 2011 vom Studio Hamburg Enterprises.

## Rezeption

### Einschaltquote
Der Film erreichte am 16. Juli 2008 im Ersten 4,27 Mio. Zuschauer und war damit die meistgesehene Sendung des Tages im deutschen Fernsehen. Die Zuschauerzahl entspricht einem Marktanteil von 15,3 Prozent. Fernsehdirektor Bernhard Nellessen bemerkte dazu: „Die großartige Resonanz bei diesem unter die Haut gehenden, von Dieter Pfaff und Birge Schade beeindruckend gespielten Film bestätigt, dass wir mit Fernsehfilmen wie ‚Bloch‘ bei unseren Zuschauern ein tiefes Bedürfnis nach ernsthafter Auseinandersetzung mit Grenzerfahrungen von Leben und Tod, Schuld und Vergebung erfüllen“.

### Kritik
TV Spielfilm vergab für Anspruch und Spannung je zwei von drei möglichen Punkten an den Film und die bestmögliche Wertung „Daumen nach oben“ und führte aus: „Das von Ex-Arzt Verhoeven […] klinisch kühl inszenierte Drama ist nicht die stärkste Bloch-Episode, geht aber an die Nieren. Der parallel erzählte Konflikt zwischen Blochs Freundin (Ulrike Krumbiegel) und dem pubertierenden Sohn bleibt leider fad.“ Fazit: „Zutiefst bedrückende Tragödie, toll gespielt. Quälendes Drama, das lange nachwirkt.“
Rainer Tittelbach von tittelbach.tv gab dem Film vier von sechs möglichen Sternen und lobte: „Birge Schades Rolle als Frau zwischen klaren & psychotischen Momenten ist eine Gratwanderung: Sie spielt uneitel, ohne Hang, allen zeigen zu wollen, was sie kann. Stark: Kameramann Sthamer!“ Verhoevens Film sei ein stimmiges Gesamtkunstwerk, führte der Kritiker weiter aus.
Kino.de sprach von einem „nicht immer überzeugenden Film aus der ‚Bloch‘-Reihe“, der „sein Publikum spalten“ werde. Es sei ein „schmaler Grat“, auf dem sich Autorin und Regisseur mit ihrer Geschichte bewegten. „Dass der Drahtseilakt“ funktioniere, verdanke „der Film der famosen Verkörperung durch Birge Schade“. Doch „so reizvoll die Handlung“ auch sei, „so zwiespältig“ mute Verhoevens Inszenierung an. Das gelte „vor allem für die Führung der Nebendarsteller“. So müsse „Christine Schorn, von Verhoeven überwiegend als Zuhörerin für den Zwischenschnitt inszeniert“, „auffallend theatralisch agieren“, was „in vereinzelten Szenen auch für Rainer Sellien (als Mann der Mörderin) oder Ulrike Krumbiegel als Clara“ gelte. Blochs Lebensgefährtin sei „in dieser Geschichte ohnehin völlig überflüssig“. Die „Bildgestaltung von Frank Sthamer gerade in den Großaufnahmen“ sei „imposant“.
André Mielke widmete sich dem Film in der Welt und schrieb, „Regie-Altmeister Michael Verhoeven“ habe sich „für seine erste ‚Bloch‘-Inszenierung zweifellos einen eher schwierigen Stoff ausgesucht“. Das „Besondere an der Bloch-Reihe“ sei, „dass darin oft schwierige Stoffe“ thematisiert würden. Allerdings sei die im Volksmund ‚Wochenbettdepression‘ genannte Diagnose schon „gravierend und rästelhaft genug“, dass die Drehbuchautorin Regine Bielefeldt „sie eigentlich nicht noch mit bizarren religiösen Wahnvorstellungen hätten aufpeppen müssen“. Birge Schade „überzeuge als desorientierte Mutter, die eine schreckliche Wahrheit erst noch an sich heranlassen“ müsse, „um sich dann so weit wie möglich davon zu befreien“. Auch wenn die Schauspieler „sehr gut“ seien, wirke das „Geschehen doch sehr weit weg“, weil es eben, keine plausiblen Erklärungen geben könne. Auch Mielke stieß sich an der Nebenhandlung.
Auch der Weser-Kurier sprach von einem „anspruchsvolle[n] Fall für ‚Bloch‘ und für die Zuschauer“ und davon, dass die Fernsehfilme rund um den Psychologen Maximilian Bloch (Dieter Pfaff) „schon immer schwere Kost“ gewesen seien. Auch dieser Fall bilde da „keine Ausnahme“. Was der Film zeige sei für die Zuschauer „schwer zu verdauen, doch die durchweg starken Darsteller, allen voran Birge Schade in einer fürwahr schwierigen Rolle, machen den Film sehenswert“.
Thilo Wydra äußerte bei nordbayern.de, Michael Verhoeven habe mit ‚Bloch: Vergeben, nicht vergessen‘ einen Fernsehfilm inszeniert, „der sich innerlich wie äußerlich zwischen Licht und Schatten, Himmel und Hölle“ bewege. Dazwischen scheine es nichts zu geben. „Auch und vor allem nicht mehr im Leben der Dorans. Das zeichne Verhoeven mit der ihm eigenen Dezenz und Ernsthaftigkeit behutsam und bewegend nach.“ Auch Wydra störte sich an der parallel laufenden Nebenhandlung um den pubertierenden Sohn von Bloch-Gefährtin Clara. Birge Schade bescheinigte der Kritiker, sie sei „eine wunderbare Darstellerin“. Die Szene auf dem Friedhof, in der Schade in ihrer Rolle erstmals am Grab ihres Kindes stehe, sei „von einer großen Wahrhaftigkeit und Wucht“.
Josef Seitz, Focus Online, meinte, Fernsehen sei „oft quälend, diesmal ausnahmsweise, weil es so gut“ sei und führte weiter aus, dieser Film mache „nur Masochisten Freude“; den anderen sei „dieses Psychodrama nicht Spaß, sondern Schmerz“. Ein Film, „der zu gut“ sei „für eine sanft sich verplätschernde Fernsehunterhaltung“.